# Virgil Nagy
Virgil Nagy (n. 25 aprilie 1859, Timișoara – d. 8 noiembrie 1921, Budapesta) a fost un inginer constructor maghiar, profesor la Universitatea Politehnică din Budapesta.

## Viața
Profesor universitar din 1905.

## Lucrări
- Pilonii Podului Franz Josef din Budapesta (azi Podul Libertății din Budapesta)
- Arhitectura și structura de rezistență a Podului Elisabeta din Budapesta
- Arhitectura și structura de rezistență a Catedralei Mitropolitane din Sibiu

## Premii
- A Mérnök Egylet Hollán-pályadíja (1896)